# هيلدر إستيفيز
هيلدر إستيفيز (بالفرنسية: Hélder Esteves)‏ هو لاعب كرة قدم ومدرب كرة قدم فرنسي في مركز الهجوم، ولد في 1 يوليو 1977 في برغنسة في البرتغال. لعب مع نادي أوكسير ونادي تروا ونادي ديجون ونادي كريتيل.

## وصلات خارجية
- هيلدر إستيفيز على موقع رابطة كرة القدم الفرنسية للمحترفين (الإنجليزية)
- هيلدر إستيفيز على موقع قاعدة بيانات كرة القدم.إي يو (الإنجليزية)
- هيلدر إستيفيز على موقع ليكيب (الفرنسية)